# Cercle Artistique d'Auderghem
De Cercle Artistique d'Auderghem was een Belgische kunstenaarsvereniging uit het interbellum in de Brusselse gemeente Oudergem.

## Historiek
Ze kwam er op impuls van Auguste Oleffe en werd op 8 mei 1932 gesticht door toedoen van Joseph Vander Kuylen, secretaris-schatbewaarder.
Oleffe was ondertussen overleden. De "Cercle" ijverde voor een museum in Oudergem en schonk de gemeente daartoe werken van leden.  De vereniging gaf grafiek uit, richtte tentoonstellingen met werken van leden in, maar werkte ook volop mee aan liefdadige werken in de gemeente. 

## Leden
Alfred Bastien, Firmin Baes, Bernard Callie, Louis Cambier, Jean Canneel, Jean Colin, Higuet, Jehan Frison, Ferdinand Geysen, J.J. Houyoux, Langaskens, Henri Logelain, Amedée Lynen, Médard Maertens, P.A. Masui, Kurt Peiser, Albert Phillipot, Albert Pinot, Frans Smeers, Charles Swyncop, Philippe Swyncop, War Van Asten, Jules Vande Leene, Frans Van Hoof en Joseph Witterwulghe.